# Pakadi Sakron
Pakadi Sakron – gaun wikas samiti w zachodniej części Nepalu w strefie Lumbini w dystrykcie Rupandehi. Według nepalskiego spisu powszechnego z 2001 roku liczył on 652 gospodarstw domowych i 4616 mieszkańców (2194 kobiet i 2422 mężczyzn).